# Pachycondyla simillima
Pachycondyla simillima är en myrart som först beskrevs av Horace Donisthorpe 1949.  Pachycondyla simillima ingår i släktet Pachycondyla och familjen myror. Inga underarter finns listade i Catalogue of Life.

## Bildgalleri

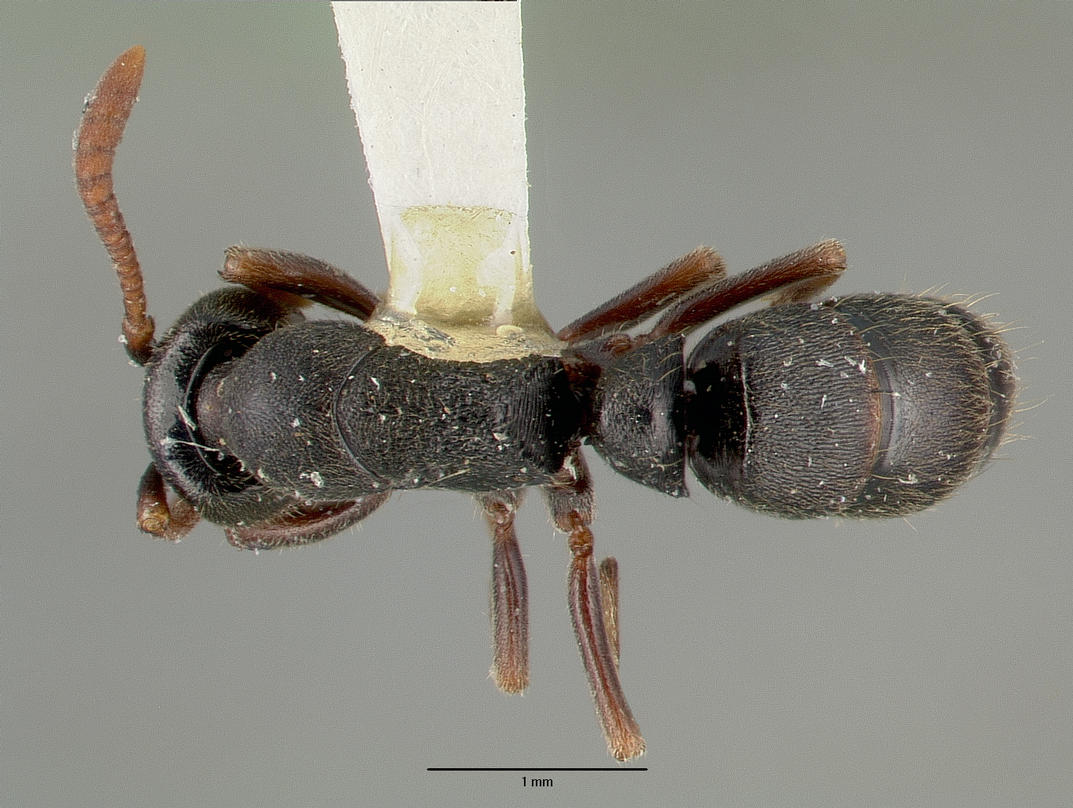
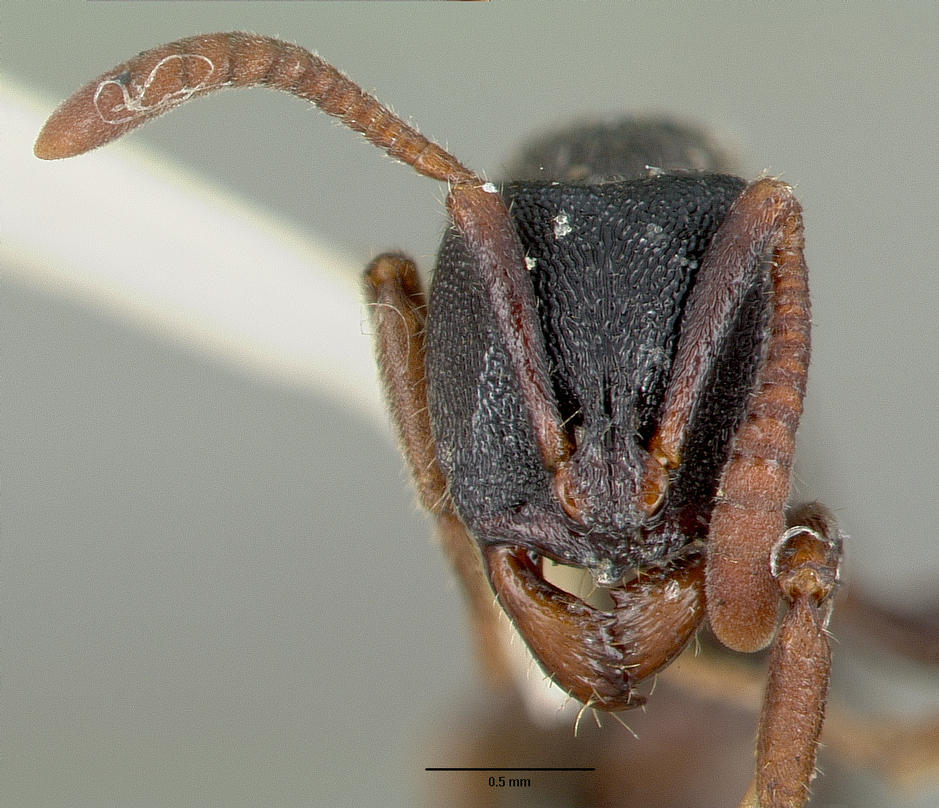
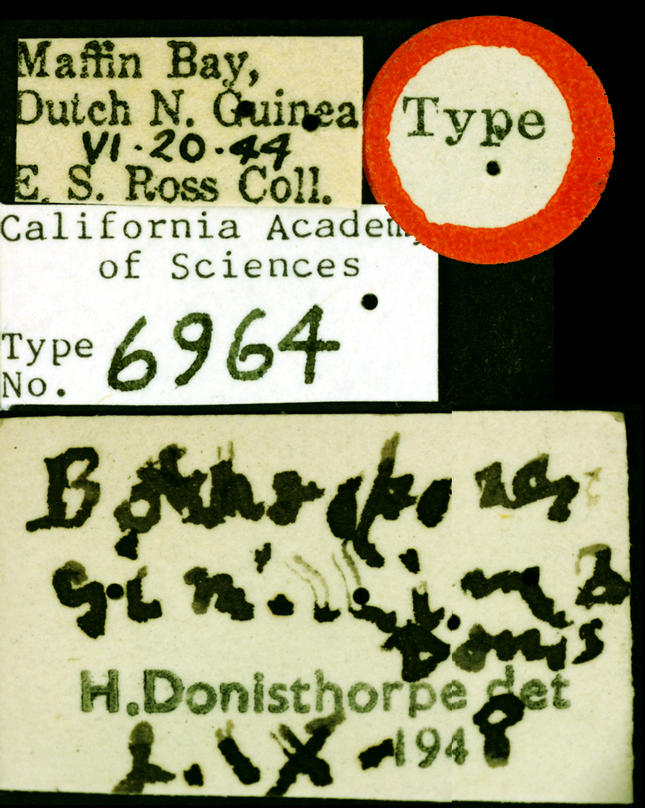
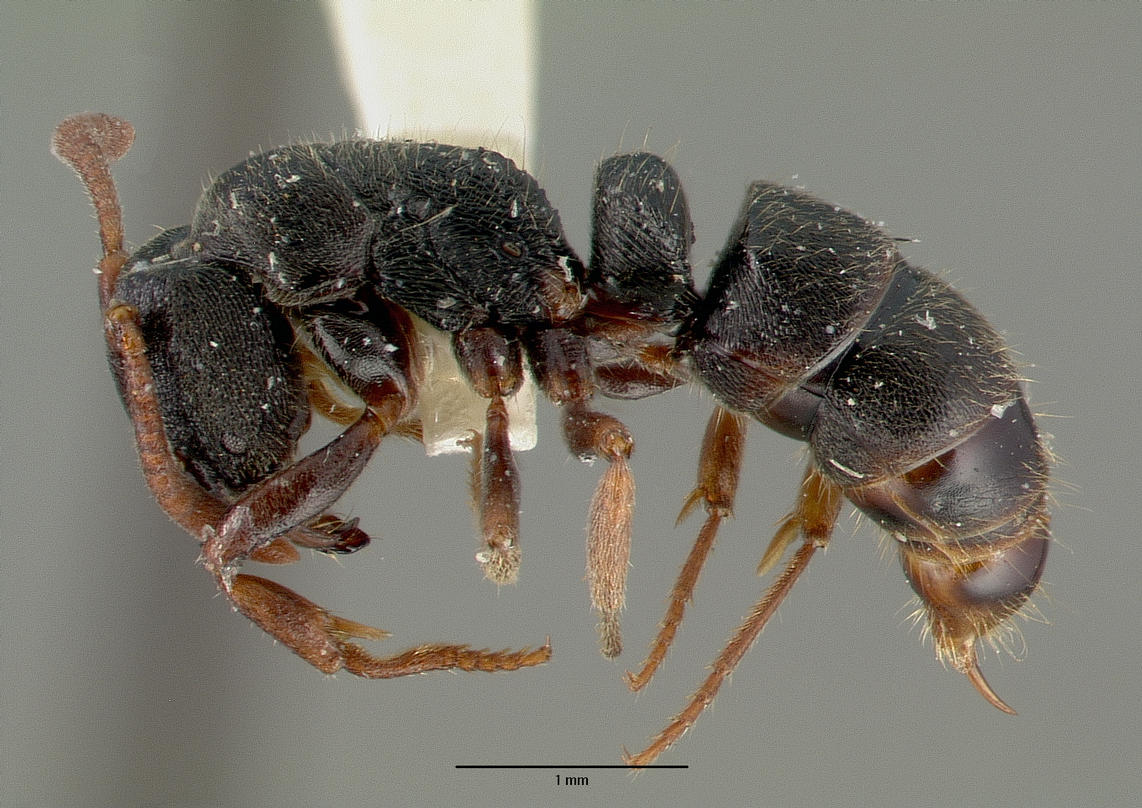
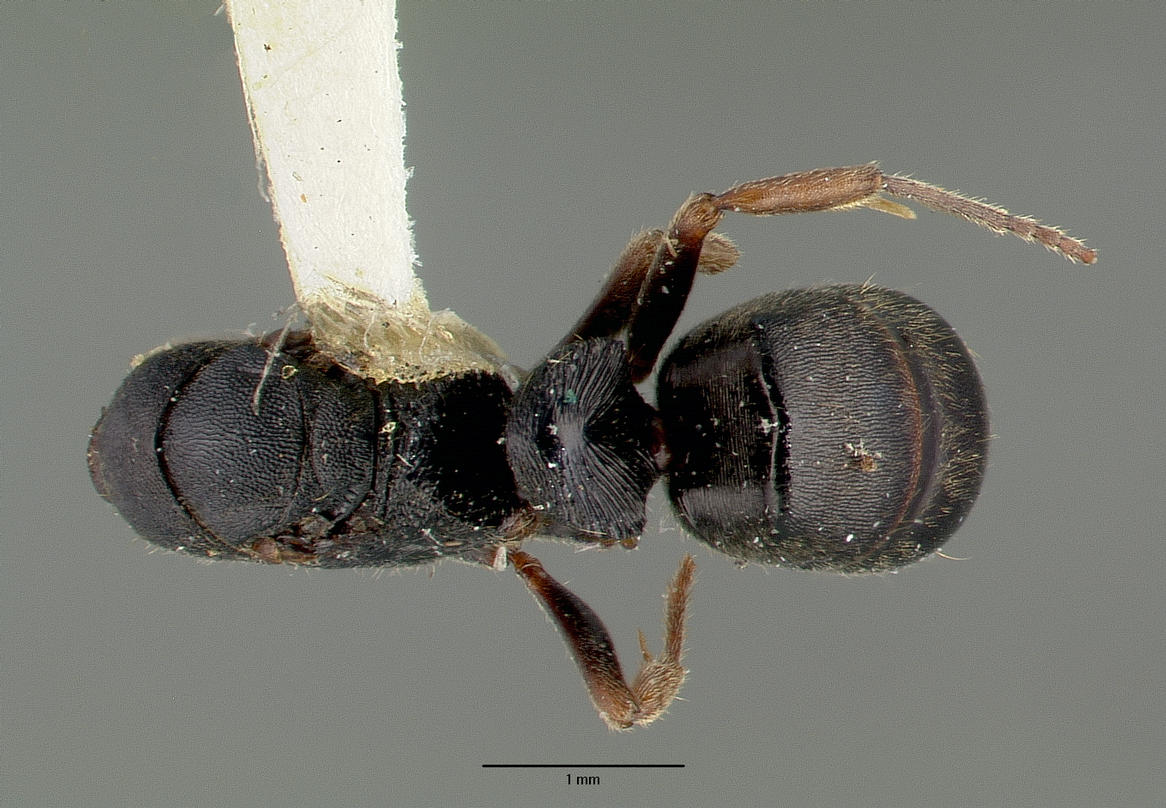
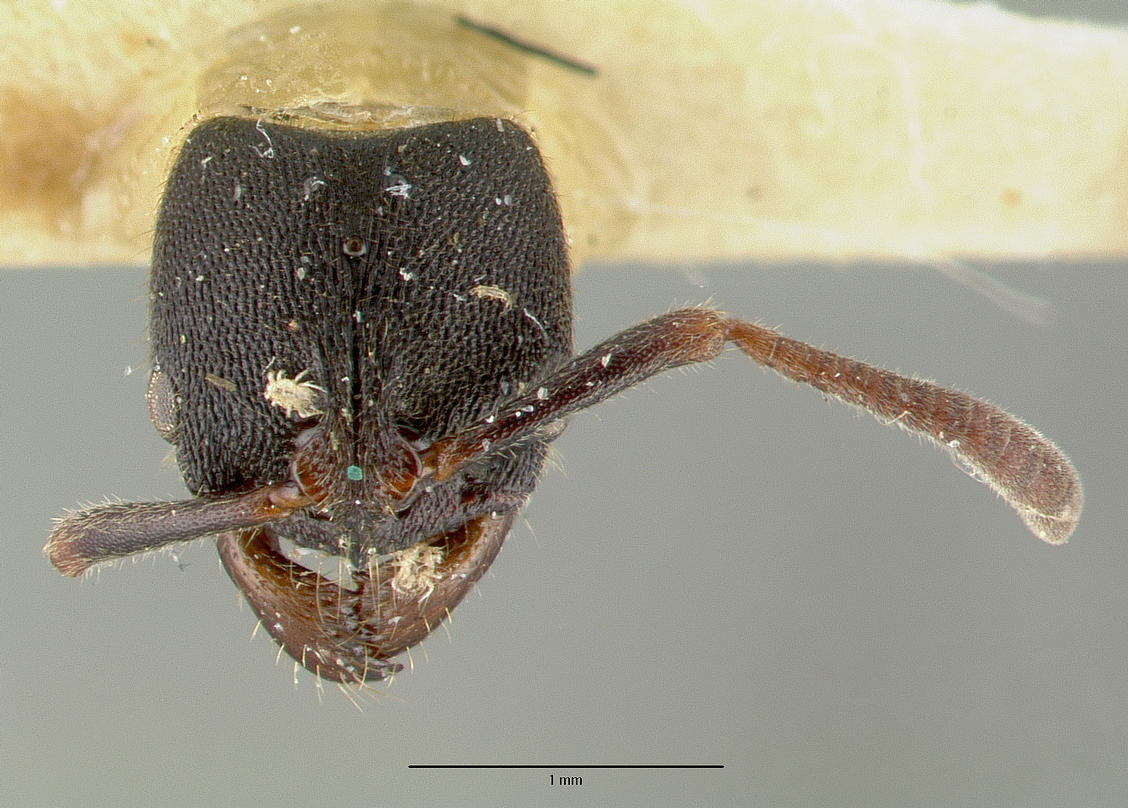